# Cristina Musteață
Cristina Musteață (născută Dolgovici; n. 22 iunie 1985, Chișinău, RSS Moldovenească, URSS) este o fotbalistă din Republica Moldova, care joacă în poziția de fundaș central. A făcut parte din echipa națională de fotbal feminin a Republicii Moldova.

## Carieră internațională
Musteață a făcut parte din selecționata de seniori a Moldovei în timpul calificărilor la Campionatul Mondial de Fotbal Feminin 2019⁠(d).